# Villa Patarani
Villa Patarani ist eine Ortschaft im Departamento La Paz im südamerikanischen Anden-Staat Bolivien.

## Lage im Nahraum
Villa Patarani ist die zweitgrößte Ortschaft im Municipio Patacamaya in der Provinz Aroma und liegt auf einer Höhe von 3858 m westlich der Stadt Patacamaya.

## Geographie
Villa Patarani liegt auf der bolivianischen Hochebene zwischen den Anden-Gebirgsketten der Cordillera Occidental im Westen und der Cordillera Central im Osten. Die Region weist ein ausgeprägtes Tageszeitenklima auf, bei dem die mittleren Temperaturschwankungen im Tagesverlauf deutlicher ausfallen als im Verlauf der Jahreszeiten.
Die Jahresdurchschnittstemperatur der Region liegt bei etwa 7 °C, der Jahresniederschlag beträgt 460 mm (siehe Klimadiagramm Patacamaya). Die Monatsdurchschnittstemperaturen schwanken nur unwesentlich zwischen 4 °C im Juni/Juli und 9 °C im November/Dezember, die Monatsniederschläge liegen zwischen unter 10 mm von Mai bis August und bei 110 mm im Januar.

## Verkehrsnetz
Von Villa Patarani aus erreicht man die Hauptstadt La Paz nach 114 Straßenkilometern, zuerst über zehn Kilometer auf einer unbefestigten Straße in östlicher Richtung bis Patacamaya, dann weitere 104 Kilometer auf der Ruta 1 nach Norden bis La Paz. Von Patacamaya aus in südlicher Richtung führt die Ruta 1 über eine Entfernung von 131 Kilometern zur Großstadt Oruro.

## Bevölkerung
Die Einwohnerzahl der Ortschaft ist in den vergangenen beiden Jahrzehnten auf ein Mehrfaches angestiegen:
| Jahr | Einwohner | Quelle       |
| ---- | --------- | ------------ |
| 1992 | 212       | Volkszählung |
| 2001 | 1 024     | Volkszählung |
| 2012 | 771       | Volkszählung |
| 2024 |           | Volkszählung |

Die Region weist einen hohen Anteil an Aymara-Bevölkerung auf, im Municipio Patacamaya sprechen 83,2 Prozent der Bevölkerung Aymara.